# 哥多華聖母升天主教座堂 (阿根廷)
哥多華聖母升天主教座堂（西班牙語：Nuestra Señora de la Asunción）是位於阿根廷哥多華的一座羅馬天主教堂，是天主教科爾多瓦總教區的主教座堂。為阿根廷使用中最古老的教堂之一，其所在的科爾多瓦耶穌會牧場和街區於2000年被联合国教科文组织列入世界遗产。